# Actiegroep (Surinaamse partij)
Actiegroep (A.G.), ook los van elkaar en met een 'k' geschreven, was een Surinaamse politieke partij die in de jaren 1960 ontstond als afsplitsing van de Verenigde Hindostaanse Partij (VHP). Actiegroep kwam in 1963 in de Staten van Suriname en leverde in 1967 de ministers Fred Manichand en R.L. Jankie voor het kabinet. Na de verkiezingen van 1969 verdween de partij uit het Surinaamse parlement.

## Geschiedenis
In circa 1960 werd de jongerenbeweging 'Actiegroep van de VHP' gevormd. Hierop ontstond kort daarna een tegengeluid, met de oprichting van de 'Reactiegroep tegen de actiegroep van de VHP' in 1961. Het verwijt dat Actiegroep zich zou bedienen van racisme, verwierp Actiegroep enkele dagen later in een communiqué.
In 1962 werd Actiegroep statutair gevestigd als zelfstandige partij, nadat ze binnen de VHP niet kregen wat ze wilden. Actiegroep maakte tijdens de verkiezingen van 1963 deel uit van het door Hindoestanen gedomineerde Actiefront, dat verder nog bestond uit de Surinaamse Volkspartij (SVP), de Surinaamse Democratische Partij (SDP), de District Onafhankelijke Partij (DOP) en de kiesvereniging Waarom Iets Nieuws (WIN). Actiegroep verkreeg in 1963 twee zetels en in 1967 vier.
In 1967 werd een verkiezingsalliantie aangegaan met de Partij van de Landbouw. R.L. Jankie, medeoprichter van de PvdL en topman bij Actiegroep, trad in 1967 aan als minister van Landbouw, Veeteelt en Visserij; Fred Manichand werd minister van Justitie. In 1969 was de onderwijskwestie voor Actiegroep de reden om de steun in te trekken voor het kabinet-Pengel II, wat leidde tot de val van het kabinet.
Tijdens de verkiezingen van 1969 was de steun voor de partij teruggelopen tot 159 stemmen, wat te weinig was voor een zetel in de Staten van Suriname. Van 1969 tot 1970 speelde er een rel toen Actiegroep-leden overstapten naar de VHP.